# Die Bettwurst – Das Musical
Die Bettwurst – Das Musical von Rosa von Praunheim hatte seine Uraufführung am 8. September 2022 in dem Berliner Varietétheater Bar jeder Vernunft und wurde dort über mehrere Spielzeiten hinweg aufgeführt.

## Handlung
Das Musical basiert auf Rosa von Praunheims Kultfilm Die Bettwurst von 1971 und wurde genauso wie der Film im Camp-Stil inszeniert. Im Mittelpunkt der Handlung stehen Luzi und Dietmar, zwei Außenseiter, die sich darum bemühen, eine kleinbürgerliche Ehe zu kopieren, die sie durch ihr übertriebenes Engagement parodieren.

## Weitere Inszenierungen
- 2023: Am Saarländischen Staatstheater in Saarbrücken unter der Regie von Paul Spittler[2]

## Rezeption
„Rosa von Praunheim hat aus seinem Kultfilm Die Bettwurst nach über 50 Jahren ein Musical gemacht. Das hat nun seinerseits das Zeug, Kult zu werden [...].“ (Deutschlandfunk Kultur) Peter Zander von der Berliner Morgenpost schrieb: „Ein grandioser Abend – Ein herrlich trashiger Spaß! Sonst muss man ja immer lang und breit erklären, was Camp ist. Jetzt kann man einfach sagen: Guckt das Bettwurst-Musical! Überdreht, knallbunt, mit viel Mut zum Kitsch, tausend kleinen Einfällen und einem Finale mit Seifenblasen. Da geht buchstäblich die Luzi ab. Und doch ist das Ganze auch ein mutiges Plädoyer für Selbstbestimmung und Anderssein.“ Das rbb24 Inforadio meinte über die schauspielerische Verkörperung von Tante Luzi: „Grandios gespielt von der Kaberettistin Anna Mateur.“ Der Tagesspiegel lobte vor allem die Leistung des männlichen Hauptdarstellers: „So viel sei bereits gesagt – dass der Abend ein rauschender Erfolg wird, liegt vor allem an einem Mann: Heiner Bomhard liefert eine nahezu epische Leistung.“ Die B.Z. titelte in ihrer Ausgabe vom 12. September 2022: „Die Bettwurst wird zum Must-see-Musical.“ Im SR 2 Kulturradio war zu hören: „Ein Spektakel der Extraklasse!“ Auch der Kulturteil des Prinz Magazins meinte: „Unterhaltsam und urkomisch!“ Zur Wiederaufnahme der dritten Spielzeit in der Bar jeder Vernunft schrieb die Kultur-Plattform Online Merker: „Wer sich vor Trash, Obszönitäten am laufenden Band mit einer Portion Tiefgang, der rührenden, aber penislangen und muschifeuchten Story nicht fürchtet, wird einen höchst kurzweiligen, queer-lustvoll tabulosen Abend erleben. Heiner Bomhard und Anna Mateur bieten für dieses Genre schlicht und einfach Weltklasse. Da wirkt nichts aufgesetzt, alles kommt mit einer Natürlichkeit und Selbstverständlichkeit über die Rampe, dass nur das eine Wort gilt: Große Kunst!“

## Auszeichnungen
- 2023: Nominierung für den Deutschen Musical Theater Preis in der Kategorie Beste Liedtexte[10]